# Hosenschutz
Ein Hosenschutz (auch Hosenklammer genannt) schützt den Fahrradfahrer vor der Verschmutzung seiner Hosenbeine. Er wird am Ende des rechten Hosenbeins angebracht.
Ein Hosenschutz besteht entweder aus einem Textilstreifen, der durch einen Klettverschluss fixiert wird, einem runden Clip aus Metall oder ist wie ein Klackarmband konstruiert. Früher waren Metallklammern üblich, die, rechts am Hosenbein befestigt, dieses strammzogen.
Durch die Benutzung eines solchen Hosenschutzes wird der Hosenstoff an das Bein gedrückt und schleift somit nicht mehr an der Fahrradkette, die sich in der Regel rechts befindet.

## Galerie

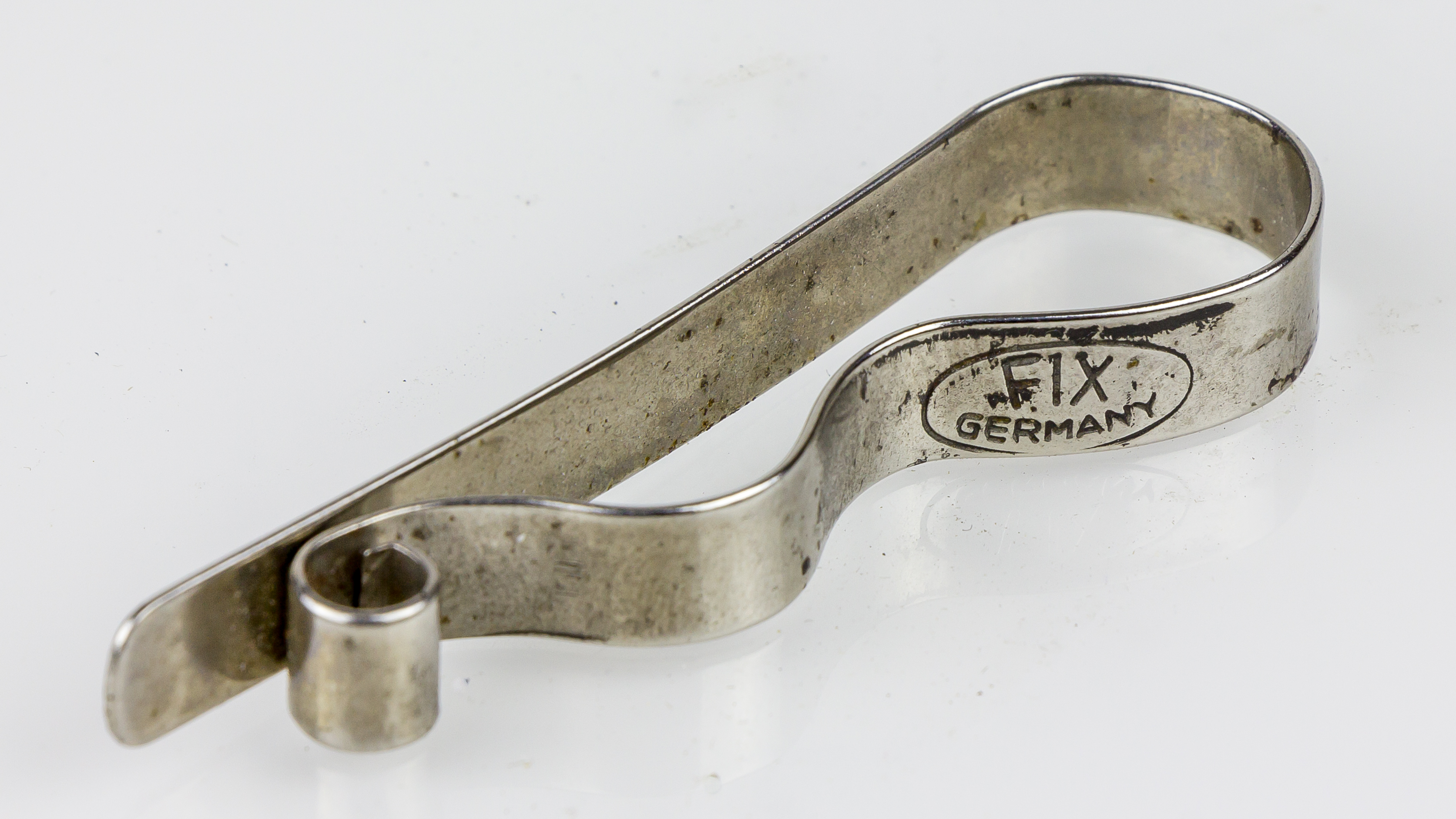
Traditionelle Hosenklammer
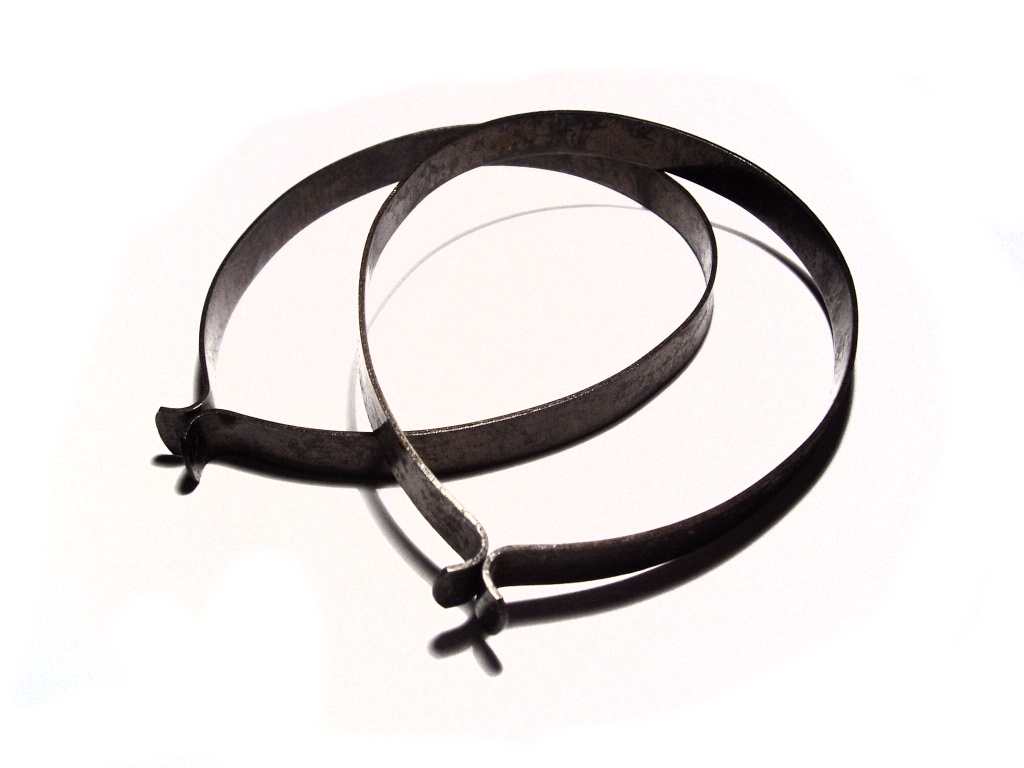
Hosenklammern in Clipform
Textiler Hosenschutz
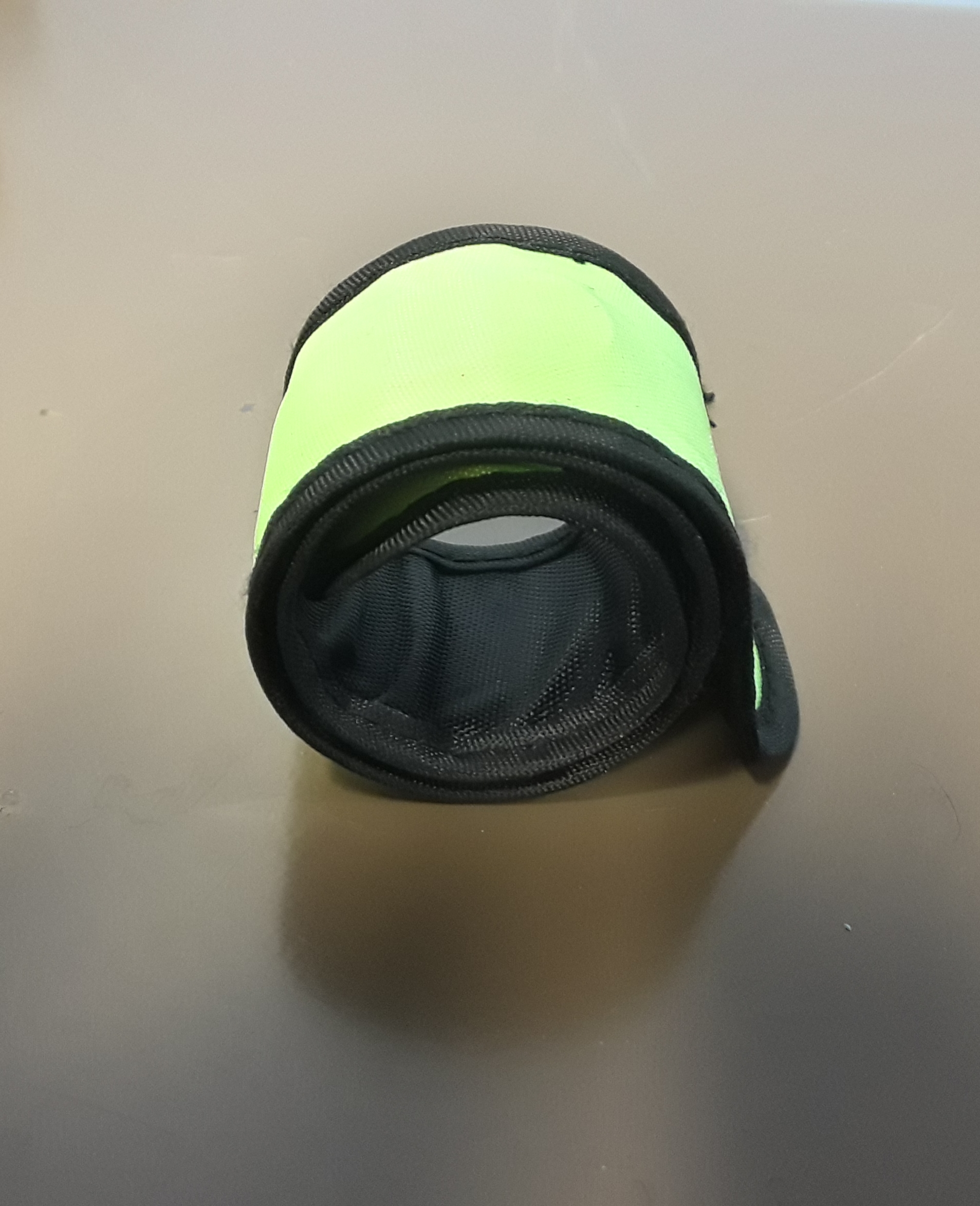
Hosenschutz mit Klack-Mechanismus